# Битва при Клеверхамме
Битва при Клеверхамме (нем. Schlacht von Cleverhamm) — сражение состоявшееся 7 июня 1397 года в Германии на поле Неерфельд между поселками Келлен и Варбайен в округе Клеверхамм близ Клеве. Противниками выступали герцог Вильгельм II фон Берг, с одной стороны, и братья граф Марка Дитрих фон дер Марк и граф Клеве Адольф II, с другой.

## Причины
Предметом спора была годовая рента в 2400 золотых гульденов с Рейнской таможни в Кайзерверте. Город, замок и таможня Кайзерверта были приобретены в 1360 году графом Берга Герхардом фон Юлих, и заложены в 1368 году его сыном, графом Вильгельмом II фон Берг.
В 1393 году граф Дитрих фон дер Марк добился присуждения этой ренты в свою пользу. Кроме того, претензии на эти доходы заявили его кузина Маргарита фон дер Марк и её муж Филипп фон Фалькенштайн. Их требования не были удовлетворены, а между тем Вильгельмом II фон Берг, провозглашённый с 1380 году герцогом, предъявил на таможню свои старые права. В ходе продолжительной тяжбы герцог потерпел большие убытки. Почувствовав угрозу, исходящую от братьев, правивших в герцогстве Клеве и графстве Марк, он уже в 1395 году объявил, что намерен в крайнем случае решить все проблемы с помощью оружия.

## Война
Весной 1397 года герцог Вильгельм II фон Берг со своим кузеном, герцогом Вильгельмом фон Юлих и Гельдерн и другими союзными феодалами, вторгся в графство Клеве. Они прошли разорительным походом вниз по Рейну вплоть до замка Лобит, после чего двинулись на Клеве.
Граф Адольф II фон Клеве и его брат, граф Дитрих фон дер Марк, приняли вызов вражеских войск на поле Неерфельд. Герцог Вильгельм и его союзники были разбиты. 90 рыцарей и 2000 пехотинцев из Берга попали в плен.
Этот конфликт имел резонанс во всей сфере владений графов Клеве. Бернд фон Штрюнкеде (1334—1419), до того момента могущественнейший вассал Клеве в районе реки Эмшер, незадолго до битвы стал в оппозицию к графам и предоставил по договору герцогу Вильгельму фон Берг свой замок.

## Последствия
Герцог Вильгельм фон Берг, его союзники и вассалы были отпущены из плена за огромный выкуп, ради сбора которого им пришлось пойти на долгосрочные заклады. Вследствие этого многие графы и рыцари утратили свои лены или ушли к новым сюзеренам. Из-за долгов, а также из страха потерять наследство, сыновья герцога Вильгельма вскоре затеяли смуту и объявили его низложенным. 
Позиции графов Клеве позже укрепились. Год спустя при осаде замка Эберфельд погиб Дитрих фон дер Марк. После этого его брат Адольф объединил графства Марк и Клеве личной унией.
Поражение Берга привело к тому, что рыцарь Бернд фон Штрюнкеде получил свой лен от Адольфа фон Клеве только в 1399 году. И все же графы долго не могли смириться с феодалами, связанными с ними длительными ленными отношениями.
Спустя столетия о битве при Клеверхамме напоминает крест, обозначенный на старых картах сельскохозяйственных угодий, который стоит в районе клевского финансового управления.